# One Second (Paradise Lost)
One Second è il sesto album in studio del gruppo musicale britannico Paradise Lost, pubblicato nel 1997 dalla Music for Nations.

## Tracce
1. One Second – 3:32
2. Say Just Words – 4:02
3. Lydia – 3:32
4. Mercy – 4:24
5. Soul Courageous – 3:01
6. Another Day – 4:44
7. The Sufferer – 4:29
8. This Cold Life – 4:21
9. Blood of Another – 4:01
10. Disappear – 4:29
11. Sane – 4:00
12. Take Me Down – 6:25
13. I Despair – 3:54 (presente solo nell'edizione Digipack).

## Formazione
- Nick Holmes – voce
- Gregor Mackintosh – prima chitarra
- Aaron Aedy – chitarra ritmica
- Steve Edmunson – basso
- Lee Morris – batteria